# Fenilpropanoidă

4-cumaroil-CoA este precursorul biosintetic central din calea fenilpropanoidelor (ilustrat în stare protonată)

Fenilalanină

Tirozină

Fenilpropanoidele sau fenilpropanoizii sunt o familie diversă de compuși organici biosintetizați de plante având ca precursori aminoacizii fenilalanină și tirozină. Denumirea lor provine de faptul că în structura lor se regăsește restul fenil aromatic, cu șase atomi de carbon, și un rest de propenă cu trei atomi de carbon, provenind de la acidul cumaric, care este intermediarul central în biosinteza fenilpropanoidelor. De la 4-coumaroil-CoA pornește biosinteza unei multitudini de produși naturali, inclusiv lignoli (precursori ai ligninei și lignocelulozei), flavonoide, izoflavonoide, cumarine, aurone, stilbeni, catechine și fenilpropanoide. Componenta cumaroil este produsă din acidul cinamic.
Fenilpropanoizii sunt regăsiți în tot regnul vegetal, unde servesc drept componente esențiale ale unui număr de polimeri structurali, oferă protecție împotriva luminii ultraviolete, asigură apărarea împotriva erbivorelor și a agenților patogeni și, de asemenea, mediază interacțiunile dintre plante și polenizatori ca pigmenți florali și compuși olfactivi.